# Prósopon
Prósopon (en griego antiguo, πρόσωπον; romanización, prósōpon; literalmente ‘delante de la cara, máscara’) es un término de la teología patrística griega traducido comúnmente como "persona". Junto con el término hipóstasis, juega un papel fundamental en la explicación teológica de la Trinidad y la naturaleza divina de Jesucristo dada durante los siglos IV y VII d. C.

## Etimología
El término está compuesto por las raíz «pros-» que significa «delante de» y «-opos» que significa «faz, cara». En el griego clásico la palabra designaba a las máscaras que usaban en el teatro los actores, luego, por extensión, pasó a significar al actor mismo que la portaba y la apariencia física. En latín dio origen al término «personare». Tanto en latín como en griego, el término pasó al ámbito filosófico por influencia del estoicismo y luego al lenguaje jurídico para designar al ser humano en oposición a las cosas y animales. Es el origen de las palabras «persona» y «personalidad» en español. 

## En la teología
El término prósopon entró al léxico teológico en el marco de las reflexiones sobre la naturaleza y sustancia de la Trinidad y de Cristo, empleado ya desde el siglo III d. C. Era considerada como opuesta pero complementaría a la ousía (οὐσία, naturaleza) en el ser de Dios. En algunos casos se le asumió como equivalente al término hipóstasis y en otras como radicalmente diferente, al punto de que tal diferenciación llegó a ser considerada un rasgo de ortodoxia o heterodoxia, según fuera el caso.
San Basilio de Cesarea asumía hypostasis como equivalente a prósopon pero rechazaba el uso de este último por estar cercano al uso del término prosopa que hacían los herejes sabelianos, con aquel concepto determinaba la existencia en una forma particular o la manera de ser de cada una de las personas que conforman la Trinidad, diferente a su naturaleza u sustancia (ousía) que tenían en común y era única. Basilio también prefería la palabra hypostasis por contener, además, concepciones ontológicas de las que carecía prósopon.

El Concilio de Constantinopla (381) aceptó la divinidad del Padre, del Hijo y del Espíritu Santo sin usar todavía el término "trinidad", ni hypostasis o prósopon para referirse individualmente a las personas que la conforman. Fue hasta el Concilio de Calcedonia de 451 que se aplicaba el término prosopón para determinar la individualidad de Cristo así como de las restantes personas de la trinidad, otorgándole tanto al Hijo como al Espíritu Santo consubstancialidad al Padre y reconociéndo en Jesús una doble naturaleza (physis, ousía) humana y divina.
«Se ha de reconocer a uno solo y el mismo Cristo Hijo Señor unigénito en dos naturalezas, sin confusión, sin cambio, sin división, sin separación, en modo alguno borrada la diferencia de naturalezas por causa de la unión, sino conservando, más bien, cada naturaleza su propiedad y concurriendo en una sola persona (prósopon) y en una sola hipóstasis (hypostasis), no partido o dividido en dos personas, sino uno solo y el mismo Hijo unigénito, Dios Verbo Señor Jesucristo [...].» 